# Apiogaster setosus
Apiogaster setosus är en skalbaggsart som beskrevs av Hintz 1919. Apiogaster setosus ingår i släktet Apiogaster och familjen långhorningar. Inga underarter finns listade i Catalogue of Life.